# 大泊貴揮
大泊 貴揮（おおとまり たかき、10月28日 - ）は、日本の男性声優。富山県出身。マウスプロモーション所属。

## 略歴
2013年に東京アナウンス学院卒業後、マウスプロモーション附属俳優養成所に入所。2015年よりマウスプロモーションに所属。

## 人物
趣味・特技はダース・ベイダーの呼吸、料理、ふなっしーの姿を見る・声を聴くこと。

## 出演
太字はメインキャラクター。

### テレビアニメ
2015年
- アイカツ!（フロアディレクター）
- 学戦都市アスタリスク（2015年 - 2016年、学生D、招待客B） - 2シリーズ

2016年
- アクティヴレイド -機動強襲室第八係-（警官A）
- ジョーカー・ゲーム（イギリス軍憲兵）
- NARUTO -ナルト- 疾風伝（村人）
- クオリディア・コード（自衛官、生徒、オペレーター、軍人）

2017年
- ハンドシェイカー（男性）
- sin 七つの大罪（男性1）
- トミカハイパーレスキュー ドライブヘッド 機動救急警察（ハリセンフォード）
- セントールの悩み（小守真）
- 将国のアルタイル（兵士、伝令、ヘラルド、帝国兵、エスパーダ軍隊長）

2018年
- LOST SONG（衛兵、警護兵）
- ISLAND（金城）
- イナズマイレブン アレスの天秤（2018年 - 2019年、嵐新次郎、クン・フーチェ、プロキオン） - 2シリーズ
- Free!-Dive to the Future-（宇仁田光、塚本陸一、部員）
- 百錬の覇王と聖約の戦乙女（ラスムス、兵士）
- アイカツフレンズ!（ディレクター）
- 殺戮の天使（レイチェルの父、手首）
- DOUBLE DECKER! ダグ&キリル（犯人）
- あかねさす少女（ガンマン）
- ジョジョの奇妙な冒険 黄金の風（2018年 - 2019年、中堅ギャング、通行人C）
- やがて君になる（先生）

2019年
- どろろ（客）
- なんでここに先生が!?（男子生徒、駅員、店長、係員、生徒）
- 賢者の孫（カミーユ）
- この世の果てで恋を唄う少女YU-NO（ジョウ）
- カードファイト!! ヴァンガード（2019年 - 2020年、降魔剣士 ハウガン、モヒカンA） - 2シリーズ
- ノー・ガンズ・ライフ（2019年 - 2020年、チンピラ、店員、郵便配達員、オリビエの父） - 2シリーズ
- ゾイドワイルド ZERO（2019年 - 2020年、上官、整備兵、ジャンク屋、兵士、科学者）

2020年
- ソマリと森の神様（店の客）
- GO!GO!アトム
- 歌舞伎町シャーロック（記者）
- くまクマ熊ベアー（デボラネ）
- 魔法科高校の劣等生 来訪者編（キャスター、オペレーター）
- 体操ザムライ（ギャング、声E）

2021年
- 俺だけ入れる隠しダンジョン（大賢者、修道僧、観客C、トム、ヨルト 他）
- 精霊幻想記（サガ＝ゴウキ）
- 世界最高の暗殺者、異世界貴族に転生する（国境警備隊員）
- 最果てのパラディン（2021年 - 2023年、男、村人、キマイラ、ケルヌンノス、スカラバエウス 他） - 2シリーズ

2022年
- ジョジョの奇妙な冒険 ストーンオーシャン（2022年 - 2023年、看守A、アナウンス、男囚A、マッコイ巡査、男性客） - 3シリーズ
- 平家物語（源仲綱）
- 盾の勇者の成り上がり（2022年 - 2023年、ハイカズヤ国司令官、トパークA） - 2シリーズ
- トモダチゲーム（剛力）
- リコリス・リコイル（真島手下、武装集団、山寺、ナレーター、作業員 他）
- 黒の召喚士（アド）
- 不徳のギルド（トドクマ、トゥルー・ノーキンス、ビビール、八百屋さん、ミクリープ、鍋）

2023年
- 解雇された暗黒兵士（30代）のスローなセカンドライフ（エテモーン、ブレイズデスサイズ、兵士A、フィットビタン、ベゼタン）
- もののがたり（手拭いの付喪神）
- 転生王女と天才令嬢の魔法革命（熊型モンスター、老人、大長老）
- 異世界ワンターンキル姉さん 〜姉同伴の異世界生活はじめました〜（ロンベルト）
- 勇者が死んだ!（トウカの父）
- Lv1魔王とワンルーム勇者（観客A、王国軍兵士、デミトリアス、ヒロム）
- 自動販売機に生まれ変わった俺は迷宮を彷徨う（ハンター協会の職員）
- アンデッドガール・マーダーファルス（ギュンター）
- 呪術廻戦 懐玉・玉折/渋谷事変（一般人）
- Paradox Live THE ANIMATION（アレンの父、不良、黒服の男）
- ラグナクリムゾン（2023年 - 2024年、狩竜人たち、軍人、街の人々、ペレイロ中将、マルタ軍曹 他）
- ブルバスター（島民）
- キャプテン翼シーズン2 ジュニアユース編（山村）

2024年
- ループ7回目の悪役令嬢は、元敵国で自由気ままな花嫁生活を満喫する（メルヴィン、騎士、貴族、兵士、ミシェルの父親 他）
- 佐々木とピーちゃん（異能力者、上位オーク、局員、国王）
- BEYBLADE X（2024年 - 2025年、イエティ）
- 神は遊戯に飢えている。（隊長、使徒、運転手、クリーチャー双雷撃、眠れる獅子）
- 夜桜さんちの大作戦（会長、殺し屋、聴衆、老人客、風魔 他）
- 響け!ユーフォニアム3（司会）
- 俺は全てを【パリイ】する 〜逆勘違いの世界最強は冒険者になりたい〜（ダルケン）
- 異世界ゆるり紀行 〜子育てしながら冒険者します〜（ベクトル）
- SHY 東京奪還編
- 最凶の支援職【話術士】である俺は世界最強クランを従える（ユージン、シーカーA）
- ネガポジアングラー（カップル男）

2025年
- 日本へようこそエルフさん。（手下D、ハカム）
- 異修羅（黄都兵）
- トリリオンゲーム（男性スタッフ、役員）
- GUILTY GEAR STRIVE: DUAL RULERS（狙撃兵）
- 阿波連さんははかれない season2（比嘉）
- 日々は過ぎれど飯うまし（試験官、店員）
- ある魔女が死ぬまで（悪魔）
- フェルマーの料理（校長）

### 劇場アニメ
2010年代
- 交響詩篇エウレカセブン ハイエボリューション1（2017年、オペレーターC）
- ペンギン・ハイウェイ（2018年、消防団団長、ジャバウォック）
- きみと、波にのれたら（2019年、男G）
- Gのレコンギスタ I・II（2019年 - 2020年、当番兵、ラトルパイソン艦長） - 2作品

2020年代
- 劇場版 ハイスクール・フリート（2020年、ホワイトドルフィン艦長）
- Tokyo 7th シスターズ -僕らは青空になる-（2021年、観客）

### Webアニメ
- マウスどうぶつえん（2017年 - 、シマウマのたかき）
- DEVILMAN crybaby（2018年、幸田の相手の男）
- ソードガイ The Animation（2018年、紳士）
- ベイブレードバースト ガチ（2019年、記者、レポーターA）
- 攻殻機動隊 SAC_2045（2020年、パトリック・ヒュージ）
- マウスどうぶつえん名作劇場（2020年、シマウマのたかき）
- 日本沈没2020（2020年、機長）
- スプリガン（2022年、エド、SAS兵士A、風間）

### ゲーム
2016年
- 逆転オセロニア（オーディン）
- クイズRPG 魔法使いと黒猫のウィズ（ギルベイン・ルガ、イリシオス・ゲー）
- 蒼き雷霆 ガンヴォルト 爪（ニムロド）

2017年
- パラノーマルキス -Paranormal Kiss-（橘上聡、清天大成）
- ドラゴンズ ティアー（国王ガルファード）

2018年
- 空と海が、ふれあう彼方（舟作）
- 白猫プロジェクト（アッシュ）
- テリアサーガ（グラニト、トゥーラ）
- 真紅の焔 真田忍法帳

2019年
- ナナカゲ 〜7つの王国と月影の傭兵団〜（シオン）
- ファイアーエムブレム 風花雪月（ラファエル＝キルステン）
- ASTRAL CHAIN（カイル・メルクロヴ）

2020年
- D×2 真・女神転生 リベレーション
- 龍が如く7 光と闇の行方
- モンスターストライク（長命寺アズキ）
- ファイナルファンタジーVII リメイク
- eBASEBALLパワフルプロ野球2020（木枯華吹）
- キャプテン翼 RISE OF NEW CHAMPIONS
- Shadowverse（レヴィールの保安官補、蒼炎のドラゴニュート）
- 真・女神転生III NOCTURNE HD REMASTER
- ファイアーエムブレム ヒーローズ（2020年 - 2021年、ケセルダ、ラファエル）

2022年
- ファイアーエムブレム無双 風花雪月（ラファエル＝キルステン）
- タクティクスオウガ リボーン

2023年
- BLUE PROTOCOL

2024年
- 龍が如く8
- BAR ステラアビス（サオトメ）
- ユニコーンオーバーロード（ジェレミー）
- Stellar Blade（スー 他）
- 護縁（ジンウン）
- 聖剣伝説 VISIONS of MANA

### ドラマCD
- きこえる？（2016年、社長）
- MAUSU THEATER

### オーディオブック
- 田丸雅智のショートショート集 「夢巻」、「海色の壜」（2016年、朗読）
  - 妻の力
  - カーライフ
  - 修正駅
  - 千代紙
- コーヒーが冷めないうちに（2016年、時田流）
- この嘘がばれないうちに（2018年、時田流）
- マチネの終わりに（2018年、フィリップ）

### デジタルコミック
- まったく最近の探偵ときたら（2021年、組員ほか [42]）

### 吹き替え

#### 映画
2015年
- アデライン、100年目の恋
- アリスのままで（フレデリック）
- ディバイナー 戦禍に光を求めて

2016年
- サイダーハウス・ルール（ピーチーズ〈ヘヴィ・D〉）※Netflix版
- スノーホワイト/氷の王国

2017年
- イングリッシュ・ペイシェント（ハーディ軍曹）※Netflix版
- エクストラクション（ヒギンズ）
- オクジャ/okja（ケイ〈スティーヴン・ユァン〉）
- カンフー・ヨガ（マックス〈ポール・フィリップ・クラーク〉）
- ジェイ&サイレント・ボブ 帝国への逆襲（フーパー・ラモント）※Netflix版

2018年
- トゥームレイダー ファースト・ミッション（ウェス）
- プーと大人になった僕
- ミッション:インポッシブル/フォールアウト（ジョン・ラーク）
- Merry Christmas! 〜ロンドンに奇跡を起こした男〜（巡査）

2019年
- アクアマン（天気予報・男性）
- アクアマン/失われた王国（ロボ手下男）
- アリー/ スター誕生（耳鼻科医）
- 摩天楼はバラ色に（バーニー・ラティガン）※Netflix版
- バンブルビー（ディセプティコン1）

2020年
- アルテミスと妖精の身代金（カンカー）
- シェーン（フランク・トーリー〈エリシャ・クック・Jr〉）※N.E.M版

2021年
- ヴェノム:レット・ゼア・ビー・カーネイジ
- クライム・ゲーム（ジョー・フィニー〈ジョン・ハム〉）
- トムとジェリー（ギャビン〈ダニエル・アデグボイェガ〉）
- 星の王子 ニューヨークへ行く2（ムキムキ召使）

2022年
- 悪人伝（クォン・オソン〈チェ・ミンチョル〉）
- ウエスト・サイド・ストーリー（エイブ〈カーティス・クック〉）
- エニシング・イズ・ポッシブル
- ブラックパンサー/ワカンダ・フォーエバー（ヘリパイロット）

2023年
- ダンジョンズ&ドラゴンズ/アウトローたちの誇り
- ミッション:インポッシブル/デッドレコニング PART ONE（副艦長）

2024年
- オッペンハイマー（リチャード・ファインマン〈ジャック・クエイド〉）
- グラディエーターII 英雄を呼ぶ声
- クレイヴン・ザ・ハンター
- ジョーカー:フォリ・ア・ドゥ（弁護士男1）
- セーヌ川の水面の下に
- フライ・ミー・トゥ・ザ・ムーン
- マッドマックス:フュリオサ（メカニック長）

2025年
- アマチュア（男性補佐官）
- ミッション:インポッシブル/ファイナル・レコニング（当直将校）
- スーパーマン（ラプターズ1）

#### ドラマ
- X-ファイル 2016
- オレンジ・イズ・ニュー・ブラック（アンドリュー）
- GIRLS/ガールズ
- キャシーのbig C -いま私にできること-（MRジョンソン）
- グレイズ・アナトミー11
- ザ・キャプチャー 歪められた真実2（グレゴリー・ノックス〈ジョゼフ・アークリー〉[69]）
- ザ・コンチネンタル:ジョン・ウィックの世界から（ロニー[70]）
- ザ・プレイヤー 究極のゲーム
- 13の理由（マーカス・コール〈スティーヴン・シルバー〉）※Netflixオリジナルドラマ
- 12モンキーズ
- STALKER : ストーカー犯罪特捜班（ベン・コールドウェル〈ヴィクター・ラサック〉）
- それいけ!ゴールドバーグ家（ドウェイン）
- トレッドストーン（ジョン・ランドルフ・ベントリー〈ジェレミー・アーヴァイン〉[71]）
- ノンストップ・スリラー 暴走地区-ZOO-（ルディ）
- VINYL -ヴァイナル-（ダック）
- フィアー・ザ・ウォーキング・デッド（ヴィクター・ストランド〈コールマン・ドミンゴ〉）
- THE BRIDGE/ブリッジ
- BOSCH/ボッシュ（フェルトン）
- リトル・ドラマー・ガール 愛を演じるスパイ（ギャディ・ベッカー〈アレクサンダー・スカルスガルド〉）
- Law&Order UK
- レッド・オークス（スキップ）
- モーツァルト・イン・ザ・ジャングル（ディーディー）
- ワイルドカード〜捜査バディは天才詐欺師!?〜（シモンズ〈マイケル・エグザヴィエ〉[72]）

#### アニメ
- アルティメット スパイダーマン VS シニスター・シックス（ベン・ライリー / スカーレット・スパイダー）
- アングリーバード2（ハンク[73]）
- 時光代理人 -LINK CLICK-（兄弟子）
- スター・ウォーズ/クローン・ウォーズ（ファイフ）
- スター・ウォーズ: バッド・バッチ
- 整形水
- モンスターハンター: レジェンド・オブ・ザ・ギルド（ギブソン[74]）
- モンスター・ホテル クルーズ船の恋は危険がいっぱい?!（アトランティスDJ[75]）

### 特撮
- 宇宙戦隊キュウレンジャー（2017年、モンドムヨインダベーの声）

### 舞台
- オサエロ（神田）
- けんじ君の春（溝口）
- HIDEYOSHI（杉田玄白）

### シリーズ一覧
1. ↑  1st SEASON（2015年）、2nd SEASON（2016年）
2. ↑  『アレスの天秤』（2018年）、続編『オリオンの刻印』（2019年）
3. ↑  新右衛門編（2019年）、『外伝 イフ-if-』（2020年）
4. ↑  第1期（2019年）、第2期（2020年）
5. ↑  第1期（2021年 - 2022年）、第2期『鉄錆の山の王』（2023年）
6. ↑  第1クール（2022年）、第2クール（2022年）、第3クール（2023年）
7. ↑  Season2（2022年）、Season3（2023年）